# Gustaf Jansson
Gustaf Nils Jansson (ur. 5 stycznia 1922 w Brattfors, zm. 11 kwietnia 2012 w Karlstad) – szwedzki lekkoatleta (długodystansowiec), medalista olimpijski z 1952.
Zdobył brązowy medal w biegu maratońskim na igrzyskach olimpijskich w 1952 w Helsinkach za Emilem Zátopkiem z Czechosłowacji i Reinaldo Gorno z Argentyny. Ustanowił wówczas rekord Szwecji czasem 2:26:07.
Zajął 5. miejsce w tej konkurencji na mistrzostwach Europy w 1954 w [Bernie.
Był mistrzem Szwecji w biegu na 25 000 metrów w latach 1950-1953 i w maratonie w latach 1951-1953, wicemistrzem w biegu na 10 000 metrów w 1951, w biegu na 25 000 metrów w 1954, w maratonie w 1950 oraz w biegu przełajowym w 1951, a także brązowym medalistą w maratonie w 1954.